# Forgatás
A geometriában a forgatás az egybevágósági transzformációk közé tartozik. A síkban pont körüli, a térben tengelyes forgatások léteznek. A síkban forgatás az a transzformáció, amire teljesül, hogy az O középpont körüli forgatás során bármely P pont esetére, ami nem az egyértelmű O középpont a POP1 szög a sík minden pontjára ugyanakkora. A térben forgatás az a transzformáció, ami egy adott egyenesen kívüli P pontot egy olyan P1 pontba viszi, ami a P-n átmenő, az egyenesre merőleges síkban ugyanakkora távolságra fekszik, mint a P pont, és a PCP1 irányított szög ugyanakkora minden ilyen P pontra.
A síkban kitüntetett szerepet játszik a 180 fokos forgatás, amit középpontos tükrözésnek is neveznek. Az identitás is felfogható forgatásnak. A síkbeli tengelyes tükrözések a térben kiterjeszthetők forgatássá, amit továbbra is tengelyes tükrözésnek neveznek, és részben hasonló szerepet tölt be, mint a pontra tükrözés a síkban.

Egy sík alakzat elforgatása a szintén pirossal jelölt pont körül

## Középpontos forgatás
A középpontos forgatásnak a következő tulajdonságai vannak:
- megadható
  - középpontjával és irányított szögével
  - szögével és egy pont, pont képe párral
  - egy pont, pont képe párral és a középpontjával
- van egy fixpontja: a középpontja
- nincs fixegyenese, kivéve ha szöge 360 fok többszöröse (azaz a forgatás az identitás, és ekkor minden egyenes fix)
- invariáns egyenesei csak akkor vannak, ha szöge 180 fok többszöröse
  - a pontra tükrözés invariáns egyenesei a középponton átmenő egyenesek
- megtartja a körüljárási irányt
- a szabályos n-szöget önmagába viszi, ha annak középpontja körül (k/n)x360 fokkal forgat
- felírható két tengelyes tükrözés szorzataként, melyek tengelyei a középpontban metszik egymást; a forgatás szöge a két egyenes által közrezárt szög kétszerese, iránya pedig a tükrözések sorrendjétől függ
- hegyesszögű forgatás esetén az egyenesek a forgatás szögét zárják be képükkel
- a transzformációszorzásban:
  - eltolás és forgatás szorzata forgatás
  - két forgatás szorzata forgatás, ha szögeik összege nem a teljesszög többszöröse; egyébként eltolás

## Forgásszimmetria
Egy síkbeli alakzat forgásszimmetrikus, ha van egy pont a síkban, ami körül bizonyos szögekkel elforgatva önmagába megy át. Ilyenek például a szabályos sokszögek, a téglalap, a kör.
Egy síkbeli alakzat középpontosan szimmetrikus, ha van egy pont a síkban, amire tükrözve az alakzat önmagába megy át. Ilyenek például a paralelogrammák, a kör és a páros oldalszámú szabályos sokszögek.

## Tengelyes forgatás
- Előáll két metsző síkra való tükrözés szorzataként: tengelye a két sík metszésvonala, szöge a két sík által bezárt szög kétszerese
- Egyértelműen létezik forgatás, amely egy, a tengelyre illeszkedő félsíkot egy adott másik, szintén a tengelyre illeszkedő félsíkba visz
- A tengelyt metsző egyenesek képe ugyanabban a pontban metszi a tengelyt, mint az eredeti metsző egyenes
- A tengellyel párhuzamos egyenesek képe is párhuzamos a tengellyel
- Az ugyanahhoz a tengelyhez tartozó forgatások Abel-csoportot alkotnak
- A síkbeli tengelyes tükrözések a térben kiterjeszthetők forgatássá
  - Két így kapható forgatás akkor és csak akkor egyezik meg, ha tengelyeik megegyeznek
  - Megkapható két merőleges síkra tükrözéssel
  - A tengely felezőmerőleges minden pont - pont képe szakaszra
  - A tengelyen merőlegesen áthaladó egyenesek invariánsak
  - Három párhuzamos tengelyű ilyen forgatás szorzata is ilyen, és a szorzatban a két szélső tényező felcserélhető
  - Ezeket a transzformációkat továbbra is tengelyes tükrözésnek nevezik. De ezek, lévén forgatások, irányítástartók. Félfordulatnak is hívják őket.

## Forgatások az algebrában

### Lineáris algebra
A sík origó körüli óramutató járásával ellentétes irányú {\displaystyle \vartheta } szögű forgatása a következő mátrixszal adható meg:
{\displaystyle {\begin{bmatrix}x'\\y'\end{bmatrix}}={\begin{bmatrix}\cos \vartheta &-\sin \vartheta \\\sin \vartheta &\cos \vartheta \end{bmatrix}}{\begin{bmatrix}x\\y\end{bmatrix}}.}
Több dimenzióban a forgatómátrixok olyan antiszimmetrikus alakra hozhatók, amiben ilyen részmátrixok vannak. Ezek a megfelelő síkbeli pont körüli forgatásokat jelzik.
Például három dimenzióban:
{\displaystyle R_{x,\vartheta }={\begin{bmatrix}1&0&0\\0&\cos(\vartheta )&-\sin(\vartheta )\\0&\sin(\vartheta )&\cos(\vartheta )\\\end{bmatrix}}}
{\displaystyle R_{y,\vartheta }={\begin{bmatrix}\cos(\vartheta )&0&\sin(\vartheta )\\0&1&0\\-\sin(\vartheta )&0&\cos(\vartheta )\\\end{bmatrix}}}
{\displaystyle R_{z,\vartheta }={\begin{bmatrix}\cos(\vartheta )&-\sin(\vartheta )&0\\\sin(\vartheta )&\cos(\vartheta )&0\\0&0&1\\\end{bmatrix}}}
ahol {\displaystyle \vartheta } az óramutató járásával ellentétes irányú szög az x,y illetve z tengely körüli forgatásokban.
Mindezek a mátrixok négyzetesek, ortogonálisak, és determinánsuk +1. Megfordítva, az ilyen mátrixok forgatómátrixok, azaz a hozzájuk tartozó lineáris leképezés forgatás. Euler tétele szerint a tér minden pozitív ortogonális transzformációja előáll a koordinátatengelyek körüli forgatások szorzataként.
Két és három dimenzióban vannak más reprezentációk is. Síkban komplex számokkal, térben kvaterniókkal is le lehet írni őket.

### Csoportelmélet
- Az egy középpont körüli forgatások csoportot alkotnak.
- Egy síkbeli alakzatot önmagába vivő forgatások csoportot alkotnak. Ez az alakzat forgatáscsoportja.

Az ilyen csoportok lehetnek folytonosak vagy diszkrétek. A diszkrét forgatáscsoportok ciklikusak.